# Bombicídeos
Bombicídeos (Bombycidae) é uma família de insectos da ordem Lepidoptera. O bicho-da-seda é a lagarta da espécie Bombyx mori, pertencente a esta família.

## Gêneros
- Agriochlora
- Amusaron
- Anticla
- Aristhala
- Arotros
- Bivincula
- Bivinculata
- Bombyx
- Carnotena
- Cheneya
- Clenora
- Colabata
- Colla
- Dalailama
- Dorisia
- Drepatelodes
- Elachyophtalma
- Epia
- Ernolatia
- Falcatelodes
- Gastridiota
- Gnathocinara
- Gunda
- Hanisa
- Hygrochroa
- Microplastis
- Minyas
- Moeschleria
- Norasuma
- Ocinara
- Orgyopsis
- Penicillifera
- Prismoptera
- Prothysana
- Quentalia
- Racinoa
- Rondotia
- Tamphana
- Tarchon
- Thelosia
- Theophila
- Thyrioclostera
- Trilocha
- Triuncina
- Vinculinula
- Vingerhoedtia
- Zanola
- Zolessia